# Лела Цурцумія
Лела Цурцумія (нар. 12 лютого 1969 року, Тбілісі, СРСР) — радянська та грузинська співачка й акторка.

## Біографія
Лела Цурцумія народилася 12 лютого 1969 року у Тбілісі. У 1990 році Цурцумія вступила до Тбіліського театрального інституту ім. Шота Руставелі на відділення музичної комедії. Лела розпочала співати у 1986 році, беручи участь у різних музичних конкурсах. Популярність до Цурцумії прийшла після виходу альбому "პაემანი" у 2000 році.

## Дискографія
- პაემანი (2000)
- ოცნება შენზე (2000)
- პოპულარული დუეტები (2005)
- წამებს შენთვის ვინახავ (2006)
- იამო ჰელესა (2006)